# Graptomyza flavitincta
Graptomyza flavitincta är en tvåvingeart som beskrevs av Hull 1950. Graptomyza flavitincta ingår i släktet Graptomyza och familjen blomflugor. Inga underarter finns listade i Catalogue of Life.